# Vasîlivka, Iuriivka
Vasîlivka (în ucraineană Василівка) este un sat în comuna Jemciujne din raionul Iuriivka, regiunea Dnipropetrovsk, Ucraina.

## Demografie
Componența lingvistică a localității Vasîlivka
     Ucraineană (91,11%)
     Rusă (8,89%)
Conform recensământului din 2001, majoritatea populației localității Vasîlivka era vorbitoare de ucraineană (91,11%), existând în minoritate și vorbitori de rusă (8,89%).